# Anna Maria Sessi

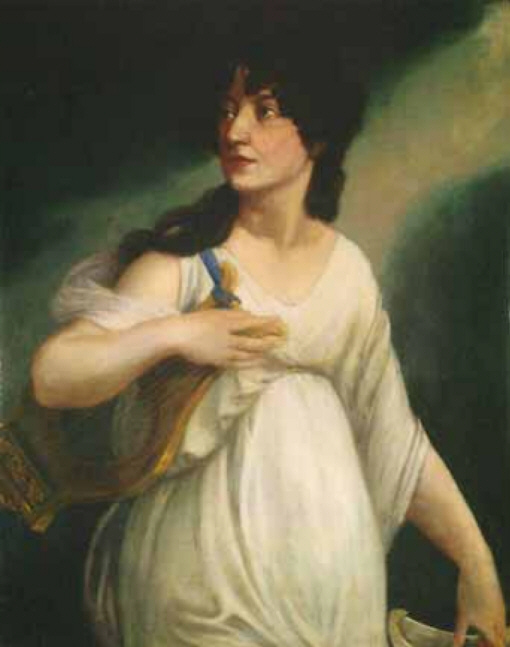
Rollenportrait von Anna Maria Sessi (1807)

Anna Maria Sessi (nach Heirat: Neumann-Sessi; * 1790 in Rom; † 9. Juni 1864 in Wien) war eine italienische Opernsängerin in der Stimmlage Sopran.

## Leben
Anna Maria Sessi war eine von fünf Töchtern des Sängers Giovanni Sessi. Sie zog mit ihren Eltern in jungen Jahren von Rom nach Wien. Ihre beiden älteren Schwestern Maria Anna und Impératrice, beide bereits mit Bühnenerfahrung, gaben ihr Gesangsunterricht. 1805 gab sie an der Wiener Hofoper ihr Debüt. Um ihre Stimme weiter auszubilden, kehrte sie nach Italien zurück, wo sie als Primadonna an den Bühnen in Bologna, Florenz und Neapel Erfolge feierte. Nach dem Tode ihrer Schwester Imperatrice im Jahre 1808 ging sie zurück nach Wien. Sie heiratete dort 1813 den Kaufmann Ignaz Neumann, ohne jedoch ihre künstlerische Laufbahn aufzugeben.
1815 trat sie eine künstlerische Reise durch Ungarn und insbesondere nach Deutschland an, die sie 1817 an das Gewandhaus in Leipzig führte. Sie trat u. a. zusammen mit Friederike Funk auf. 1823 erkrankte sie gefährlich, konnte gerettet werden, verlor aber ihre Stimme. Sie lebte einige Zeit in Hamburg als Gesangslehrerin und verbrachte ihren Lebensabend in Wien.